# Brennende Grenze
Pour plus de détails, voir Fiche technique et Distribution.
Brennende Grenze (en français, Frontière brûlante) est un film allemand réalisé par Erich Waschneck, sorti en 1927.

## Synopsis
Après la Première Guerre mondiale, la frontière entre l'Allemagne et la Pologne s'établit dans la contestation. Les francs-tireurs polonais s'opposent à ceux allemands en entrant dans les zones habitées par des Allemands qui sont farouchement défendus par les aînés. Bientôt un traité de paix est signé.
Le domaine de la jeune veuve Luise von Willkühnen est occupé par le leader polonais sans scrupules Ladislaus von Zeremski, sa fiancée Nadja et ses partisans. Le commissaire du gouvernement polonais, qui convoite Luise, lui répond qu'il ne peut pas intervenir en sa faveur.
Le commissaire prononce la saisie des terres. Zeremski veut non seulement prendre ses terres mais aussi de s'en prendre à Heino, le fils de Luise, qui ne se laisse pas faire. Durant une courte bagarre, Zeremski meurt. Le commissaire du gouvernement est témoin du drame. Luise se rend compte que cet homme qui l'aime toujours est prêt à tout faire pour elle. Il les aide à franchir la frontière. Luise ne veut pas renoncer à cet homme et le persuade de s'en aller avec eux.

## Fiche technique
- Titre : Brennende Grenze
- Réalisation : Erich Waschneck
- Scénario : Ernst B. Fey
- Musique : Werner R. Heymann
- Direction artistique : Alfred Junge
- Photographie : Friedl Behn-Grund
- Production : Franz Vogel (de)
- Sociétés de production : Eiko Film
- Société de distribution : National-Film
- Pays de production : Allemagne  République de Weimar
- Langue : allemand
- Format : Noir et blanc - 1,33:1 - 35 mm
- Genre : Film dramatique
- Durée : 106 minutes
- Dates de sortie :
  - Allemagne  République de Weimar : 3 janvier 1927.
  - Portugal : 5 juillet 1930.

## Distribution
- Jenny Hasselquist : Luise von Willkühnen
- Hubert von Meyerinck : Heino, son fils
- Fritz Alberti : Le commissaire du gouvernement polonais
- Hans Adalbert Schlettow : Ladislaus von Zeremski
- Olga Tschechowa : Nadja, sa fiancée
- Camilla Spira : Marlene, la gouvernante
- Hugo Werner-Kahle (de) : Duban, l'adjudant de Zeremski
- Albert Steinrück : L'intendant du domaine
- Gustav Trautschold (de) : Le vieil ouvrier agricole
- Oskar Homolka : Le batelier
- Wilhelm Diegelmann : Le cabaretier
- Frigga Braut (de) : La bonne
- Max Maximilian (de) : Kuhknecht

## Source de la traduction
- (de) Cet article est partiellement ou en totalité issu de l’article de Wikipédia en allemand intitulé « Brennende Grenze » (voir la liste des auteurs).